# جمال سلوم
جمال سلوم ممثل ومخرج سوري 

## عن حياته
خريج المعهد العالي للفنون المسرحية من أعماله في المسرح: كمخرج انتظار (2006) امرأة من الماضي (2008)كما دربّ الممثلين في عرض المسرح التفاعلي «سماح» (2008)، وتم اختيار الممثلين من بين طلاب معهد «خالد بن الوليد» للأحداث والجانحين في التلفزيون: كممثل: الظاهر بيبرس (2005) خالد بن الوليد ج1 (2006) أهل الغرام ج2 (2008) كمخرج: أبواب الغيم (2010) (مخرج مساعد) ناطرين (2013)

## من أعماله

### المسلسلات
- حلاوة الروح
- زمن البرغوت (مسلسل) 2
- أهل الغرام ج2
- خالد بن الوليد ج1

### في الإخراج
- مسلسل أبواب الغيم
- مسلسل عمر

## روابط خارجية
- جمال سلوم على موقع قاعدة بيانات الأفلام العربية